# Аміне
Адам Аміне Деніел (англ. Adam Aminé Daniel; 18 квітня 1994) — американський репер, автор та виконавець пісень. Найбільш відома робота — сингл «Caroline», що зайняв 11 щабель у чарті Billboard Hot 100 [Архівовано 13 травня 2018 у Wayback Machine.]. Дебютний студійний альбом Аміне «Good for You» вийшов у липні 2017 року.

## Раннє життя
Аміне народився та виріс у Портленді, штат Орегон. Батьки Аміне емігрували до США з Ефіопії на початку 1990-х років. Мати працювала у поштовому офісі, батько — вчителем і перекладачем. Репер навчався у Старшій політехнічній школі Бенсона, де і почав займатись музикою: писав дісс-треки на сусідні школи [Архівовано 11 травня 2019 у Wayback Machine.] та допомагав з веденням шкільної радіо-станції.
Аміне має назавершену вищу освіту маркетолога у Портлендському університеті. Також він проходив стажування у виданні Complex та у лейблі звукозапису Def Jam.  [Архівовано 11 травня 2019 у Wayback Machine.]

## Кар'єра

### 2014—2015: Початок
Реп-кар'єра Аміне розпочалась з випуску дебютного мікстейпу «Odyssey to Me»у січні 2014 року. Слід за ним у вересні того ж року вийшов EP «En Vogue» [Архівовано 11 травня 2019 у Wayback Machine.]. Другий мікстейп артиста «Calling Brio» [Архівовано 5 квітня 2019 у Wayback Machine.] побачив світ у серпні 2015 року.

### 2016—2017: Прорив,мейджор-лейблдебют
9 березня 2016 року вийшов дебютний сингл Аміне «Caroline», записаний ним власноруч на лептопі [Архівовано 11 травня 2019 у Wayback Machine.] ще у 2015 році. 1 червня того ж року вийшов кліп на композицію, що наразі має більше 260 мільйонів переглядів на YouTube. Трек набув вірусної популярності та увійшов до чарту Billboard Hot 100 на 96 щаблі. Найвища позиція «Caroline» у цьому чарті — 11 місце, якого пісня досягла у січні 2017 року. Сингл також набув трьох платинових сертифікацій від RIAA. Перший живий виступ з цим треком відбувся у листопаді 2016 року на шоу Джиммі Феллона.
У серпні 2016 року Аміне підписав контракт з леблом Republic Records, частиною Universal Music Group. У партнерстві з ними 4 листопада 2016 року вийшов другий сингл репера, «Baba». Наступний трек, «REDMERCEDES», вийшов 9 березня, а кліп до нього — 7 квітня 2017 року. На пісню вийшов офіційний ремікс за участі Міссі Еліот та Ей-Джей Трейсі [Архівовано 9 вересня 2018 у Wayback Machine.]. У день релізу реміксу, 26 травня 2017 року, вийшов і наступний сингл на підтримку альбому — «Heebiejeebies».
13 червня 2017 року хіп-хоп видання XXL опублікувало обкладинку прийдешнього випуску про 10 найгучніших фрешменів року [Архівовано 3 травня 2019 у Wayback Machine.], серед яких опинився й Аміне. Виконавець ще протягом місяця отримував від видання підтримку у вигляді публікацій сайферів, фристайлів, інтерв'ю тощо та організації виступів за його участі.
Вихід дебютного студійного альбому «Good for You» [Архівовано 21 жовтня 2020 у Wayback Machine.] був анонсований 22 червня 2017 року. У його підтримку вийшло ще три сингли «Turf», «Wedding Crashers» та «Spice Girl». Реліз «Good for You» у фізичній формі та на всіх цифрових платформах відбувся 28 червня 2017 року. На платівці були колаборації з Ty Dolla $ign, Offset, Кейлані, Чарлі Вільсоном та Nelly. У рамках промо-кампанії альбому був випущений сингл «Blinds» та кліп на композицію «Spice Girl».
21 жовтня 2017 року Аміне випустив сингл «Squeeze».

### 2018–по сьогодні: колаборації, ONEPOINTFIVE
16 січня 2018 року Rejjie Snow за участі Аміне випустив сингл «Egyptian Luvr». Наступним синглом репера стала колаборація з гуртом Injury Reserve — пісня «Campfire», що разом з кліпом вийшла 5 квітня 2018 року.
15 квітня 2018 року вийшов другий студійний альбом Аміне «ONEPOINTFIVE», [Архівовано 15 серпня 2018 у Wayback Machine.] формат якого сам виконавець охарактеризував як «LP/EP/Мікстейп/Альбом». [Архівовано 4 серпня 2019 у Wayback Machine.] На платівці з'явились такі артисти, як Gunna, G Herbo та Rico Nasty, а наратив та інтерлюдії були записані блогером Ріккі Томпсоном [Архівовано 11 листопада 2020 у Wayback Machine.]. У рамках промо-кампанії альбому вийшли кліпи на композиції «REEL IT IN» (5 вересня 2018 року) та «BLACKJACK». Також на пісні з альбому була випущена низка реміксів за участі Gucci Mane та YBN Cordae.
8 червня 2018 року вийшов альбом Люкке Лі, де Аміне з'явився як запрошений артист на треці «two nights». [Архівовано 11 травня 2019 у Wayback Machine.] 14 грудня 2018 року вийшов альбом-саундтрек до мультфільму Людина-павук: Навколо всесвіту, де з'явився трек Аміне «Invincible». 21 Березня 2019 року гурт Injury Reserve випустив сингл «Jailbreak the Tesla» та кліп на нього за участі Аміне.

## Дискографія[Архівовано6 жовтня 2021 уWayback Machine.]

#### Мікстейпи
- Odyssey to Me (2014)
- Calling Brio (2015)

#### EP
- En Vogue (2014)

#### Студійні альбоми
- Good for You (2017)
- ONEPOINTFIVE (2018)

#### Сингли
| Назва                                                      | Рік  | Альбом                       |
| ---------------------------------------------------------- | ---- | ---------------------------- |
| Caroline                                                   | 2016 | Good for You                 |
| Baba                                                       | 2016 | —                            |
| REDMERCEDES                                                | 2017 | —                            |
| Warm on a Cold Night (HONNE за уч. Аміне)                  | 2017 | Warm on a Cold Night (HONNE) |
| REDMERCEDES [Remix] (За уч. Міссі Еліот та Ей-Джей Трейсі) | 2017 | —                            |
| Heebiejeebies (за уч. Кейлані)                             | 2017 | Good for You                 |
| Turf                                                       | 2017 | Good for You                 |
| Wedding Crashers (за уч. Offset)                           | 2017 | Good for You                 |
| Spice Girl                                                 | 2017 | Good for You                 |
| Campfire                                                   | 2018 | —                            |
| Reel It In                                                 | 2018 | ONEPOINTFIVE                 |
| Reel It In [Remix] (За уч. Gucci Mane)                     | 2018 | —                            |
| BLACKJACK [Remix] (За уч. YBN Cordae)                      | 2019 | —                            |
| Jailbreak the Tesla (Injury Reserve за уч. Аміне)          | 2019 | —                            |

#### Інші появи
| Назва                                    | Рік  | Альбом                                |
| ---------------------------------------- | ---- | ------------------------------------- |
| Thru the Tundra (Karma Kid за уч. Аміне) | 2016 | Man of the Year (Karma Kid)           |
| Vice (Jay Prince за уч. Аміне)           | 2017 | Late Summers (Jay Prince)             |
| Invincible                               | 2018 | Spider-Man: Into the Spider-Verse OST |